# 김선미 (바둑 기사)
김선미(金善美, 1983년 10월 1일 ~ )는 대한민국의 바둑 기사이다.

## 약력
아마추어 당시 1997년 제24회 아마여류국수전 본선 16강에 진출했고, 1999년 국무총리배 여성최강부와 2000년 삼성카드배 여성 최강부에서 우승했다. 2001년 4월 제19회 여류입단대회 7전 전승을 통해 입단했다. 2002년 제8기 여류국수전 본선에 진출했으며, 2005년 바둑마스터즈 여신에서 우승을 차지했다. 2006년 2단으로 승단했고, 2007년 제7기 오스람코리아배 신예연승전과 제13회 여류국수전 본선에 올랐다. 2008년 제14기 여류국수전 본선과 2010년 제4기 지지옥션배 본선에 각각 진출했다. 2011년 3단으로 승단했다.